# Rappersdorf (Berching)
Rappersdorf ist ein Gemeindeteil der Stadt Berching im Landkreis Neumarkt in der Oberpfalz. Das Dorf liegt an der Bundesstraße 299 und dem Ludwig-Donau-Main-Kanal. Durch den Ort fließt der Gänsgraben.

## Geschichte
Die erste urkundliche Erwähnung war 1323. 1808 war Rappersdorf eine selbstständige Gemeinde. Mit dem Gemeindeedikt von 1834 kam es zu Ernersdorf. 1878 wurde die Freiwillige Feuerwehr Ernersdorf-Rappersdorf gegründet.
Am 1. Juli 1972 wurde Rappersdorf als Teil der Gemeinde Ernersdorf nach Berching eingemeindet. 1974 erfolgte die Gründung eines CSU-Ortsverband und 1978 die Sportschützenverein Brunnenhölz’l und der Gesellschaftsverein Rappersdorf. Dieser löste sich im Januar 2023 durch einstimmigen Beschluss der Bürgersammlung auf und ging in den am 6. September 2019 gegründeten Dorfverein Rappersdorf e. V. über.
Am 24. Juni 1987 wurde der Grundstein für die Filialkirche St. Johannes Baptist gelegt. Sie hat ein zweistimmiges Geläut (g’’-b’’).